# Scopuloides magnicystidiata
Scopuloides magnicystidiata är en svampart som beskrevs av Gilb. & Nakasone 2003. Scopuloides magnicystidiata ingår i släktet Scopuloides och familjen Meruliaceae.   Inga underarter finns listade i Catalogue of Life.